# 邢昉
邢昉（1590年—1653年），字孟贞，一字石湖。江苏高淳人。
曾祖邢符，祖邢尚宾，父邢一淳，科场俱不得意。明末诸生，屢試不中，第六次參加鄉試，主考官稱其文筆太狂﹐憤而作《太狂篇》，從此絕意仕途。與方文友好，两人有诗往来。崇祯十年丁丑（1637年），应杨文骢之请赴华亭幕府。崇祯十三年庚辰（1640年），邢昉、方文等人於金陵结社。崇祯十四年辛巳（1641年），方文赴庐州投靠蔡如蘅，邢昉有诗相送。崇祯十六年癸未（1643年），邢昉旅居宣城。崇祯十七年甲申（1644年）八月，母赵孺人逝。
邢昉是明代著名詩人，终身布衣，为诗清真古澹，以《故宫燕》最著名，王士禛在《渔洋诗话》独推邢昉「韋、柳門庭人」及「布衣詩人第一」。吴敬梓曾拜访其石臼湖畔故居，謁邢昉墓。著有《宛游草》、《石臼集》。